# Васторф
Васторф (нем. Vastorf) — коммуна в Германии, в земле Нижняя Саксония.
Входит в состав района Люнебург. Подчиняется управлению Остайде. Население составляет 903 человека (на 31 декабря 2010 года). Занимает площадь 21,85 км².
Коммуна подразделяется на 4 сельских округа.